# Pharanyu Uppala
Pharanyu Uppala (thailändisch ภรัณยู อุปละ, * 19. Juni 1991) ist ein thailändischer Fußballspieler.

## Karriere
Pharanyu Uppala erlernte das Fußballspielen in der Jugendmannschaft des Erstligisten Muangthong United. Bei dem Club aus Pak Kret, einem nördlichen Vorort der Hauptstadt Bangkok, stand er bis 2015 unter Vertrag. 2016 wechselte er zum Erstligaaufsteiger Pattaya United nach Pattaya. Für Pattaya absolvierte er 13 Spiele in der Thai Premier League. Nach einem Jahr verließ er Pattaya und schloss sich dem Ligakonkurrenten BEC Tero Sasana FC an. Für den Bangkoker Club  stand er 2017 zehnmal auf dem Spielfeld. Udon Thani FC, ein Zweitligist aus Udon Thani, nahm ihn die Saison 2018 unter Vertrag. 2019 zog es ihn wieder nach Bangkok, wo er einen Vertrag beim Zweitligisten Army United unterschrieb. Für die Army spielte er 2019 elfmal in der Thai League 2. Nachdem der Club Ende 2019 bekannt gab, dass der Verein sich aus der Liga zurückzieht, wechselte er zum Zweitligisten Kasetsart FC, einem Verein, der ebenfalls in Bangkok beheimatet ist. Nach vier Zweitligaspielen für Kasetsart wechselte er zum 1. Juli 2020 zum Ligakonkurrenten Lampang FC nach Lampang. Für Lampang stand er 13-mal in der zweiten Liga auf dem Spielfeld. Ende Dezember 2020 verpflichtete ihn der ebenfalls in der zweiten Liga spielende MOF Customs United FC aus Bangkok. Ende Mai 2021 verließ er den Verein und wechselte nach Chainat. Hier schloss er sich dem Zweitligisten Chainat Hornbill FC an. Für den Zweitligisten absolvierte er 21 Ligaspiele. Ende August 2021 verpflichtete ihn der Drittligist Pattaya Dolphins United. Mit dem Verein aus dem Seebad spielt er in der Eastern Region der Liga. Am Ende der Saison 2024/25 belegte er mit Pattaya den 16. Tabellenplatz und musste somit in die dritte Liga absteigen.